# Droga ekspresowa 35 (Izrael)
Droga ekspresowa 35 (hebr.: כביש 35) – droga ekspresowa położona w południowym Izraelu. Rozpoczyna się na zachodzie przy mieście Aszkelon, gdzie krzyżuje się z drogą ekspresową nr 4 . Przebiega przy mieście Kirjat Gat, a następnie wchodzi na terytorium Autonomii Palestyńskiej i kończy się przy Hebronie, gdzie krzyżuje się z drogą ekspresową nr 60 .